# Ali Barak
Ali Barak (Düsseldorf, 26 februari 2003) is een Turks-Duits voetballer die als verdediger voor 1. FC Bocholt speelt.

## Carrière
Ali Barak speelde in de jeugd van SG Unterrath en Bayer 04 Leverkusen. Na een proefperiode tekende hij in 2022 een contract voor een jaar bij Roda JC Kerkrade. Hij debuteerde voor Roda in de Eerste divisie op 5 augustus 2022, in de met 0-2 gewonnen uitwedstrijd tegen FC Dordrecht. Hij begon in de basis en werd in de 54e minuut vervangen door Xander Lambrix. Hierna viel hij nog drie keer in, waaronder een keer in de KNVB Beker. Nadat zijn contract afliep, vertrok hij in 2023 naar 1. FC Bocholt.

### Statistieken
| Seizoen                      | Club             | Land           | Competitie        | Competitie | Competitie | Beker | Beker | Totaal | Totaal |
| Seizoen                      | Club             | Land           | Competitie        | Wed.       | Dlp.       | Wed.  | Dlp.  | Wed.   | Dlp.   |
| ---------------------------- | ---------------- | -------------- | ----------------- | ---------- | ---------- | ----- | ----- | ------ | ------ |
| 2022/23                      | Roda JC Kerkrade | Nederland      | Eerste divisie    | 3          | 0          | 1     | 0     | 4      | 0      |
| 2023/24                      | 1. FC Bocholt    | Duitsland      | Regionalliga West | 2          | 0          | 2     | 0     | 4      | 0      |
| Carrièretotaal               | Carrièretotaal   | Carrièretotaal | Carrièretotaal    | 5          | 0          | 3     | 0     | 8      | 0      |
| Bijgewerkt op 2 oktober 2023 |                  |                |                   |            |            |       |       |        |        |